# Verbier
Verbier je horské středisko, nacházející se ve švýcarském kantonu Valais v nadmořské výšce kolem 1500 metrů. Je součástí obce Val de Bagnes. V lyžařských kruzích se proslavilo díky nespočetným možnostem praktikování freeride, které jsou lehce dosažitelné při použití lanovek. Nejvyšší horou je Mont Fort, která dosahuje 3330 m n. m. a je stále částečně pokryta ledovcem. Středisko je velmi oblíbené mezi celosvětovou smetánkou. Žije zde asi 3000 obyvatel.

## Geografie

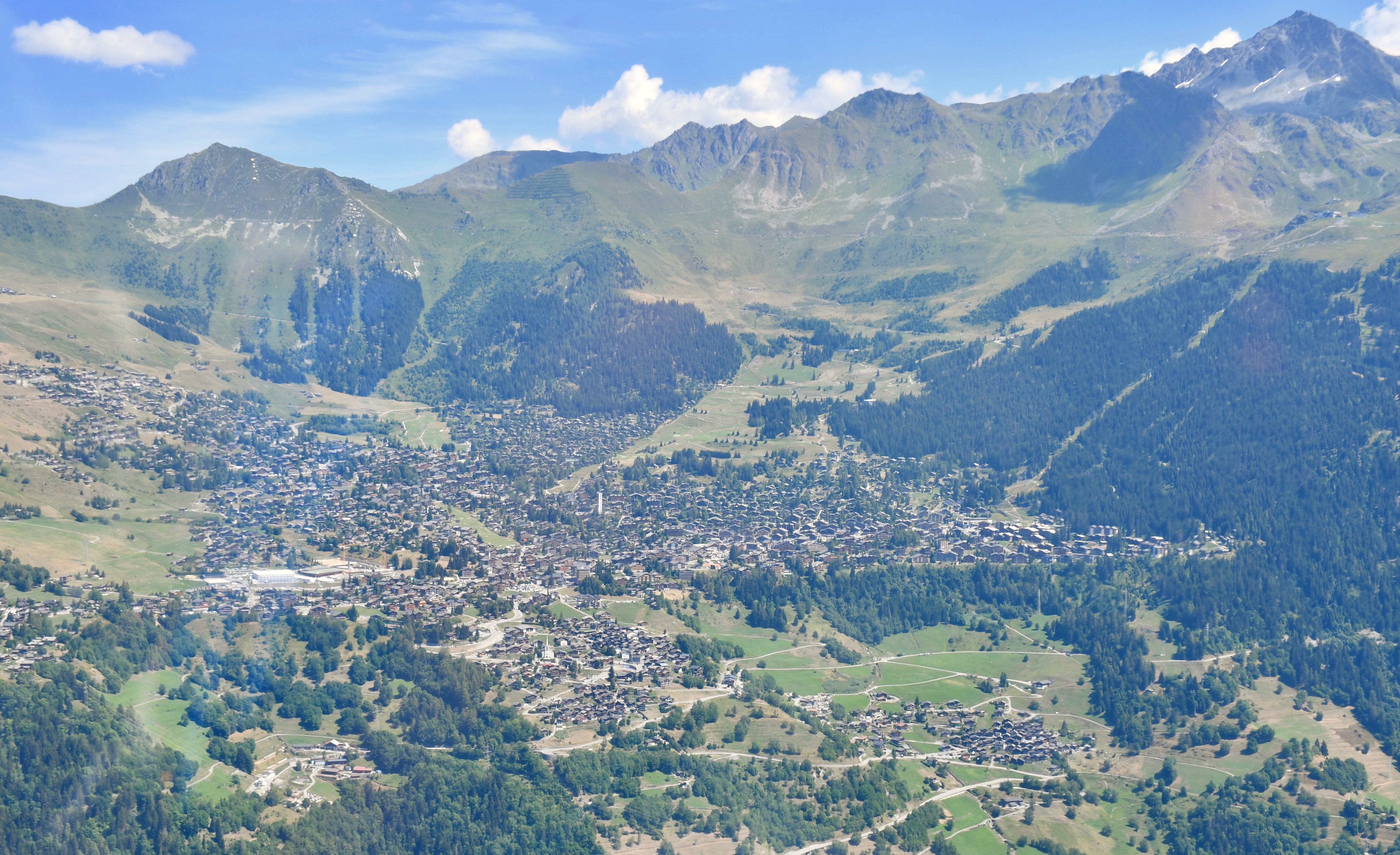
Celkový pohled na Verbier

Verbier leží asi 10 km východně od Martigny na východní straně údolí Val de Bagnes v široké kotlině na vyvýšené terase. Na severu se hranice obce táhne napříč pohořím od Pierre Avoi přes průsmyky Col de la Marlene a Croix de Coeur k Tête des Etablons a na východě od průsmyku Col des Mines k Mont Gelé na Mont Fort a dále k masivu Rosablanche. Z údolí v Le Châble překonává hlavní silnice 205 vedoucí ze Sembrancheru výškový rozdíl více než 650 m s 13 ostrými zatáčkami do centra Verbieru (1490 m n. m.). Celá osada se rozkládá v nadmořské výšce přibližně 1400 až 1700 metrů.
Stará vesnice Verbier Village leží pod rekreačním střediskem na svahu hory.

## Historie
Na horském ostrohu pod masivem Pierre Avoi se nacházel středověký hrad Verbier.
Nad původní vesnicí Verbier se rozkládají rozsáhlé alpské oblasti: La Marlénaz, Les Grand-Plans, Le Vacheret, La Chaux. Od středověku odvádí suonen (vodní kanály) část vod potoka pod ledovcem La Chaux přes salaše ve Verbieru do Levronu. Ve druhé polovině 20. století byly alpské oblasti Bagnes rekultivovány sloučením statků, obce Verbier a Médières mají společné družstvo chovatelů dobytka a od roku 1960 také centrální sýrárnu ve Verbier.
V roce 1937 byla založena společnost Société de Développement de Verbier, která řídila rozvoj turistického střediska v zemědělské oblasti Verbier.

## Turismus
K 31. červenci 2020 měl Verbier 2901 obyvatel a více než 25 000 turistických lůžek. Středisko je součástí oblasti zimních sportů Les 4 Vallées (čtyři údolí), která kromě Verbier zahrnuje také Nendaz, La Tzoumaz, Veysonnaz, Thyon, Les Collons, Les Masses a Bruson. Verbier, který se nachází v údolí Val de Bagnes, je považován za jednu z prvních oblastí v Alpách pro lyžování mimo sjezdovky. Nejvyšším bodem oblasti zimních sportů je Mont Fort (3330 m n. m.) jihovýchodně od Verbier, což z ní činí třetí nejvýše položenou oblast zimních sportů ve Švýcarsku (po Zermattu a Saas-Fee). Nápadný, mimořádně vysoký nárůst hotelů a obytných budov v oblasti Verbier často vedl od poloviny 20. století a na počátku 21. století k diskusím o udržitelném rozvoji infrastruktury pro cestovní ruch a o úředním stavebním dozoru.
Mezi městy Verbier a Riddes leží lyžařská oblast La Tzoumaz-Savoleyres.
Pod Mont-Fortem vybudovala sekce Jaman SAC horskou chatu Cabane du Mont-Fort. Na západním úbočí Bec des Rosses vede horská stezka Sentier des Chamois z La Chaux přes Col Termin na Alp Louvie a do Fionnay.

### Zimní sportovní aktivity

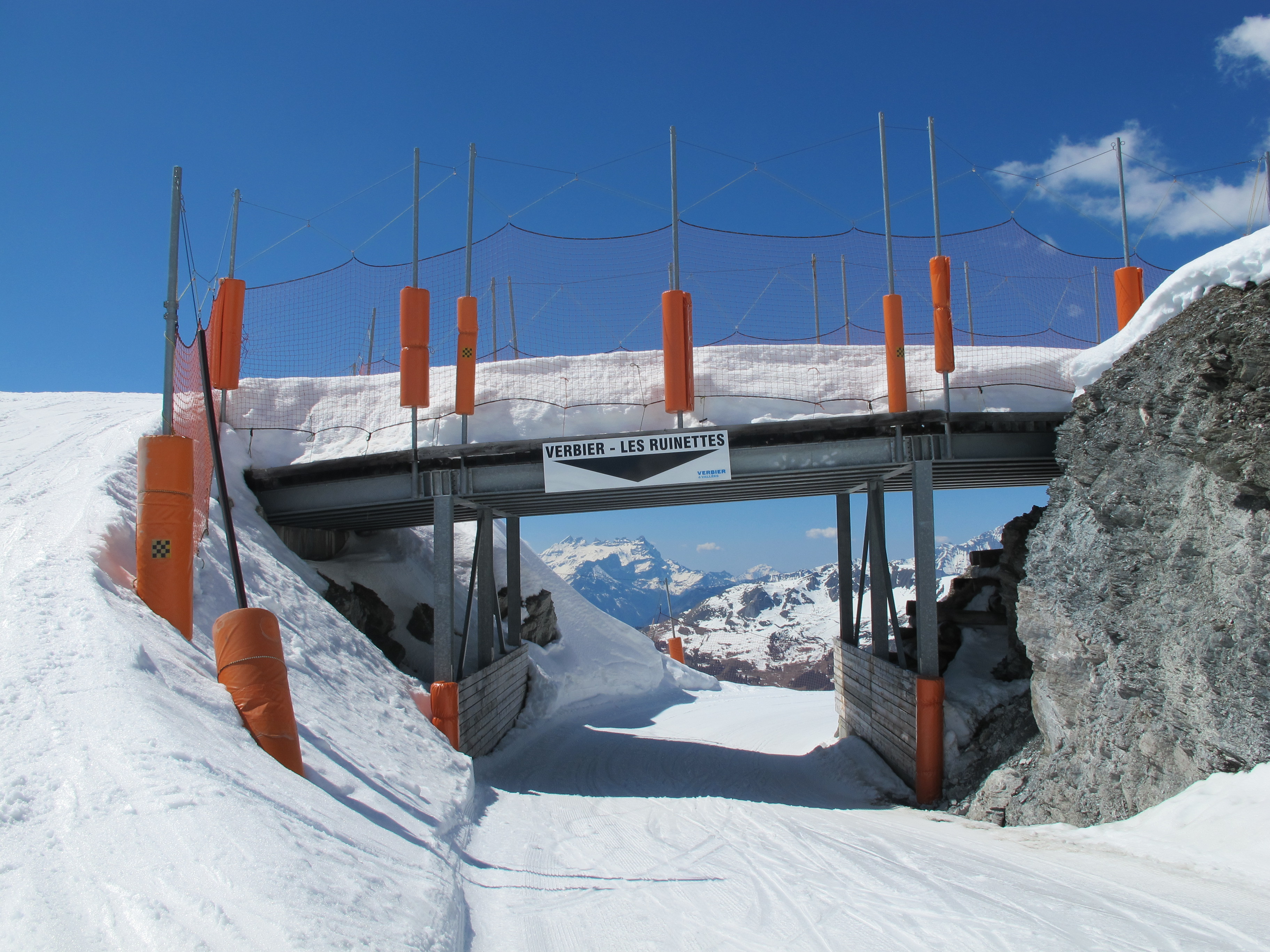
Verbier

V zimě patří mezi nejvyhledávanější aktivity sjezdové lyžování a především tak zvané „off-piste“ (freeride). Verbier je součástí největšího lyžařského resortu Les 4 Vallées (čtyři údolí). Celkem se ve čtyřech údolích nachází 410 km sjezdovek a 90 vleků. 

### Letní sportovní aktivity
V létě patří mezi nejvyhledávanějsí aktivity zdejší bike park. Nachází se zde také nespočet turistických stezek.

### Hudební festival
Na přelomu července a srpna ve Verbieru probíhá "Verbier Festival", důležitá událost ve světě klasické hudby. Při festivalu v roce 2015 dirigoval Valerij Gergijev Mozartův "Koncert pro tři klavíry" za účasti ruských pianistů Denise Macujeva a Daniila Trifonova a poté Čajkovského 6. symfonii "Pathétique".

## Doprava

Letecký pohled (1966)

Silnice z údolí do vesnice Verbier-Village existuje od roku 1936 a odtud na terasu s prvními turistickými zařízeními od roku 1949. V roce 1950 byla postavena první sedačková lanovka ve středisku na kopec v Les Ruinettes. Lanovka z údolní vesnice Le Châble, dostupná po železnici od roku 1953, do Verbier začala jezdit v roce 1975.

## Fotogalerie

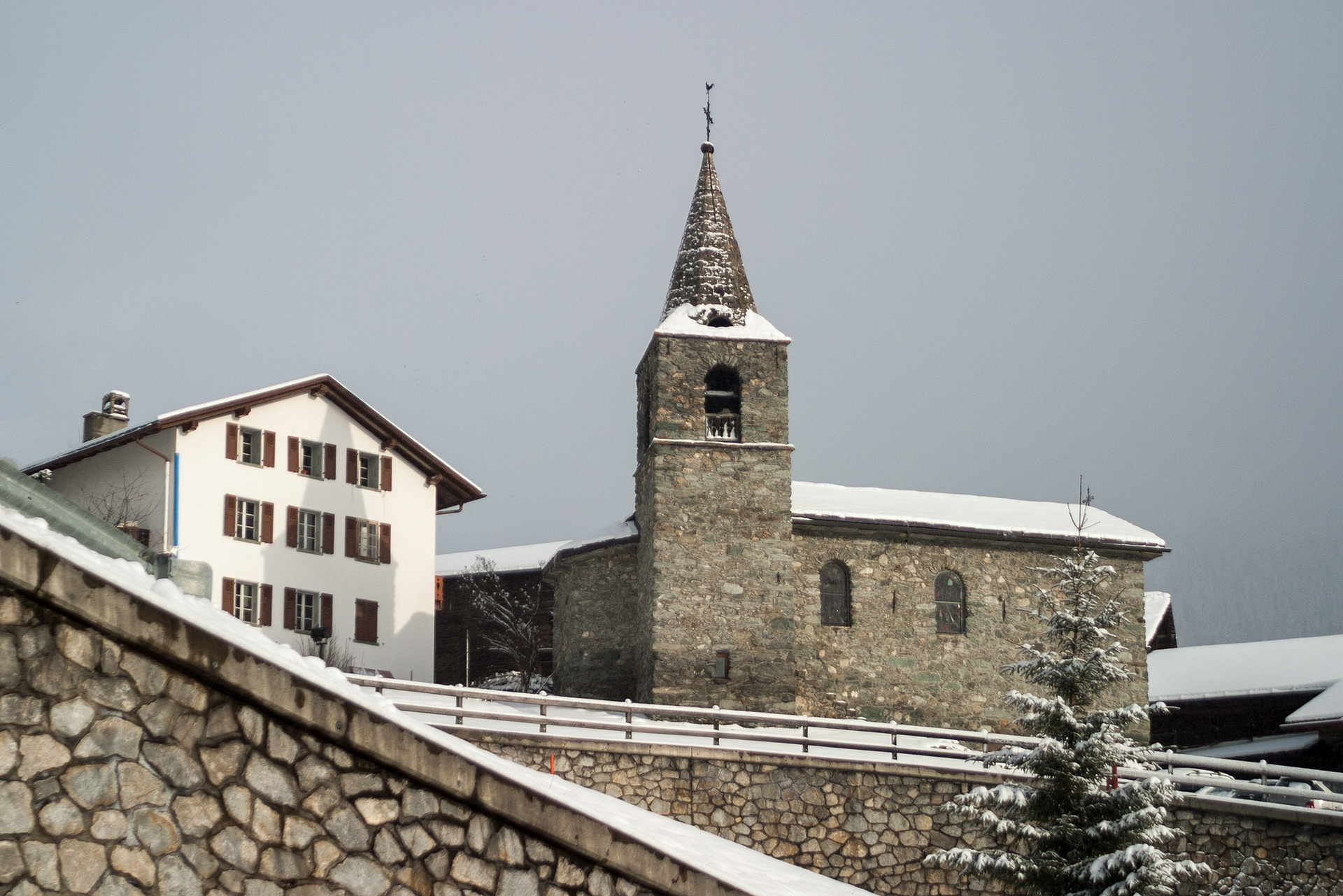
Kostel
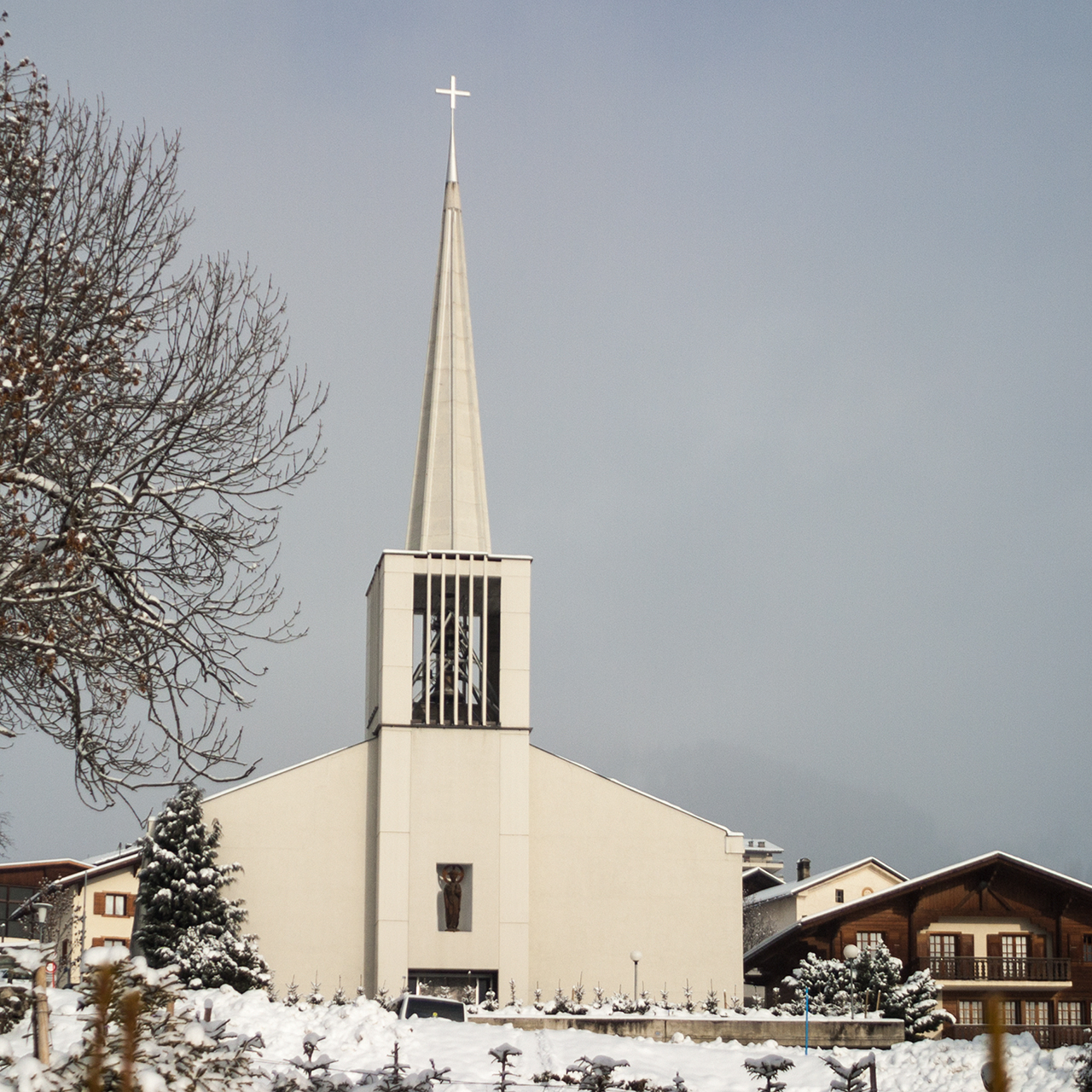
Dorfkirche
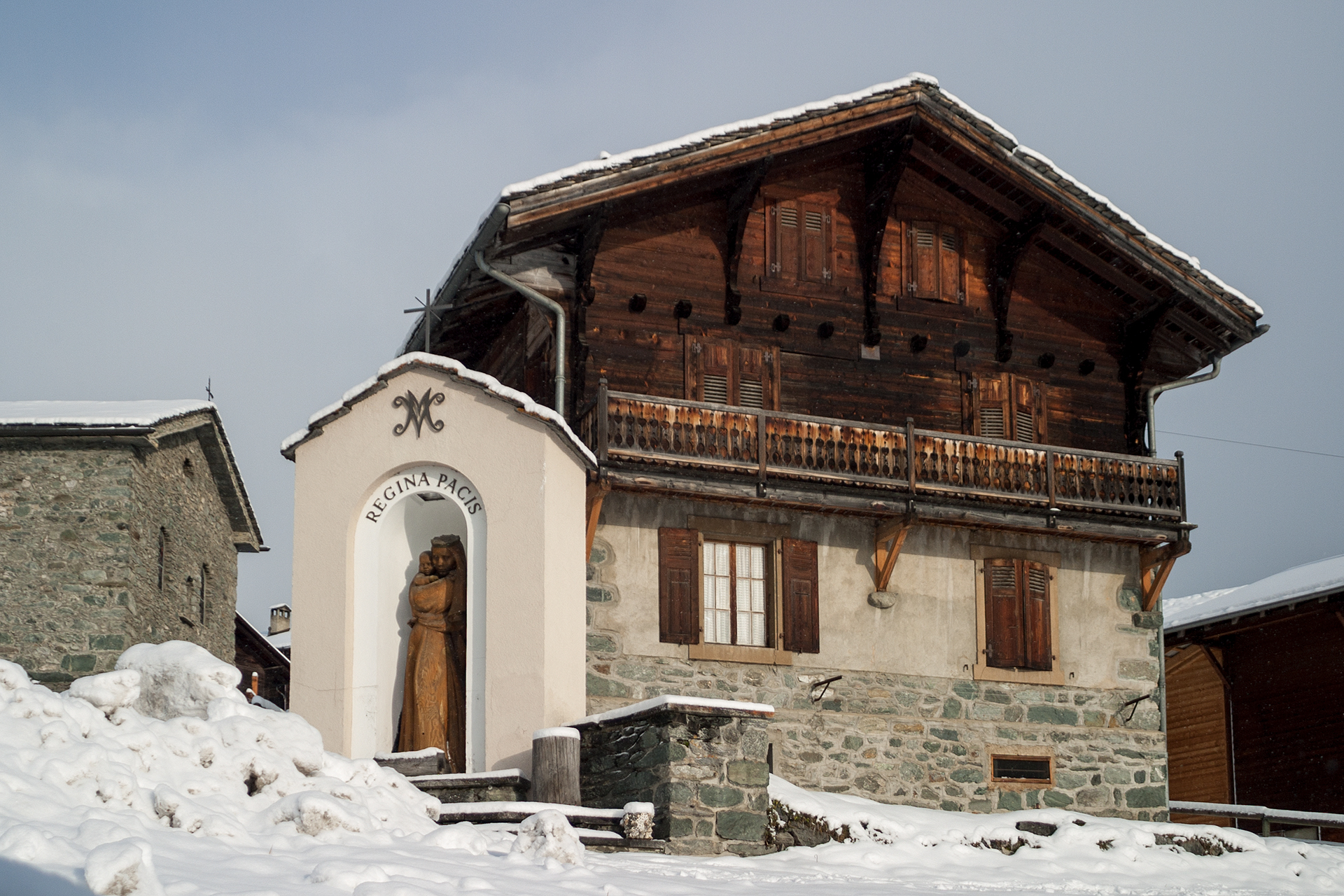
Stará část obce
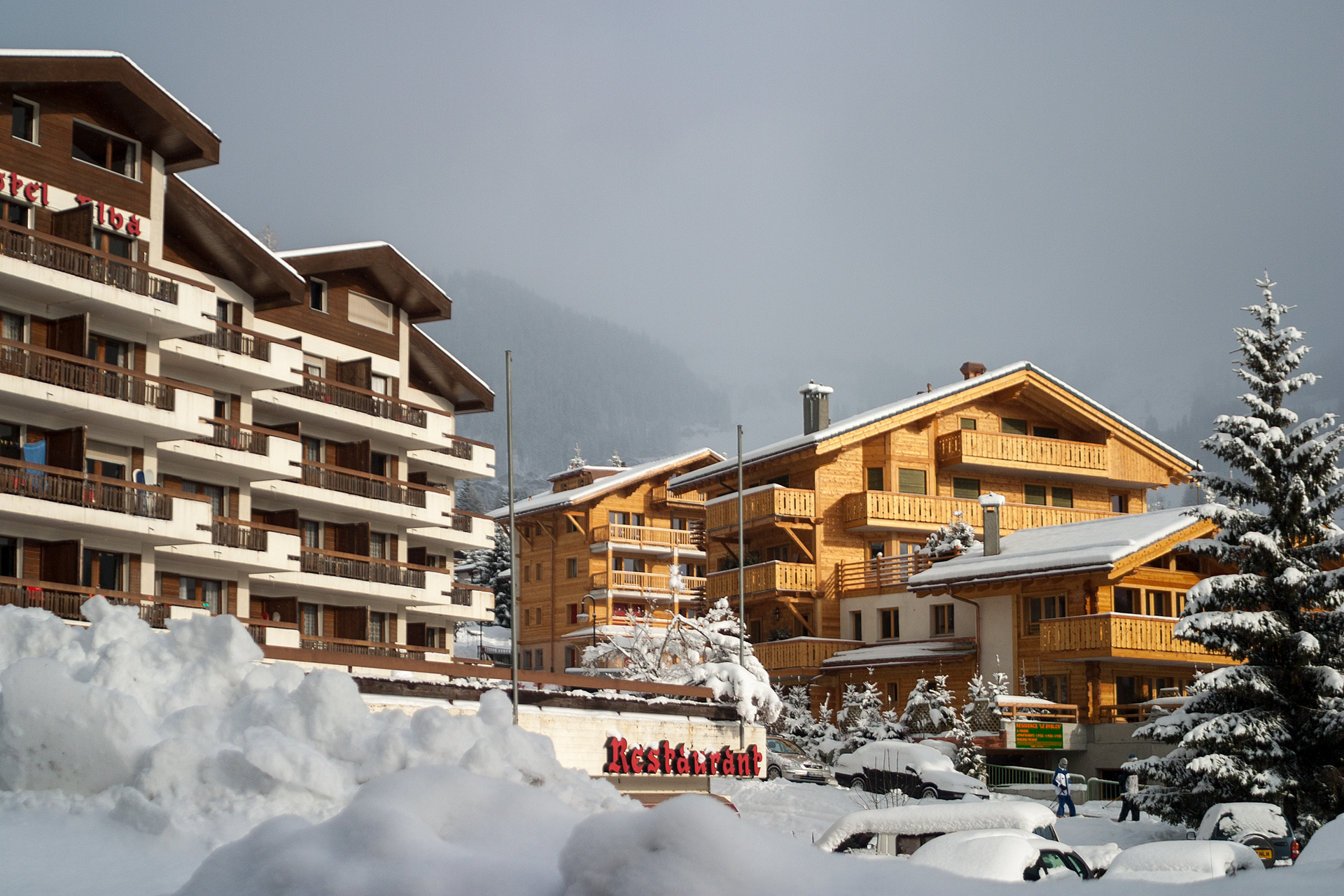
Moderní rezidenční čtvrť